# Baire-ruimte
In de topologie, een deelgebied van de wiskunde, is een Baire-ruimte een topologische ruimte die, intuïtief gesproken, zeer groot is en "genoeg" punten heeft voor bepaalde limietprocessen.
De Baire-ruimte is genoemd naar René Baire, die het concept in 1899 heeft geïntroduceerd.
In een willekeurige topologische ruimte bestaat de collectie van gesloten verzamelingen met een leeg inwendige, juist uit de randen van de dichte open verzamelingen. Deze verzamelingen zijn in zekere zin 'verwaarloosbaar'. Voorbeelden zijn: eindige verzamelingen reële getallen, gladde krommen in het platte vlak, en echte affiene deelruimten in een euclidische ruimte. Een Baire-ruimte is 'groot genoeg', wat betekent dat hij niet een aftelbare vereniging is van dergelijke verwaarloosbare deelverzamelingen. Zo is de driedimensionale euclidische ruimte niet een aftelbare vereniging van zijn affiene vlakken.

## Definitie
De definitie van een Baire-ruimte heeft in de loop van de geschiedenis kleine veranderingen ondergaan, voornamelijk als gevolg van de geldende behoeften en opvattingen.

### Moderne definitie
Een topologische ruimte heet een Baire-ruimte als elke aftelbare vereniging van gesloten verzamelingen met een leeg inwendige, zelf ook een leeg inwendige heeft.
Deze definitie is equivalent met elk van de volgende voorwaarden:
- Iedere doorsnede van aftelbaar veel dichte open verzamelingen is zelf dicht.
- Het inwendige van iedere aftelbare vereniging van gesloten nergens dichte verzamelingen is leeg.
- Als de vereniging van aftelbaar veel gesloten deelverzamelingen een inwendig punt heeft, dan heeft minstens een van de gesloten deelverzamelingen afzonderlijk ook al een inwendig punt.

### Historische definitie
De historische definitie sluit meer aan bij de oorspronkelijke, door Baire gegeven definitie. Daarin introduceerde Baire het volgende begrip "categorie", dat overigens geen verband houdt met de categorietheorie:
een deelverzameling van een topologische ruimte {\displaystyle X} heet:
- nergens dicht in {\displaystyle X}, als het inwendige van haar afsluiting leeg is.
- van de eerste categorie, of mager in {\displaystyle X}, als zij de vereniging is van een aftelbare aantal delen van {\displaystyle X}, die elk afzonderlijk een afsluiting met leeg inwendige hebben:

{\displaystyle D=\cup _{i=0}^{\infty }E_{i},{\overline {E}}_{i}^{\circ }=\emptyset }
- van de tweede categorie, of niet-mager in {\displaystyle X}, als zij niet van de eerste categorie is.

Opgelet: de categorie is geen intrinsieke topologische eigenschap van {\displaystyle D}, ze hangt af van de ruimte {\displaystyle X}.
De benamingen "eerste categorie" en "tweede categorie", ingevoerd door Baire zelf, zijn nogal nietszeggend. Sommige auteurs gebruiken mager en niet-mager; maar "categorieredeneringen" zijn zo bekend in de wiskundige vakliteratuur dat het niet veel zin heeft aan te sturen op verandering.
Een topologische ruimte heet dan een Baire-ruimte als elke niet-lege open verzameling van de tweede categorie is. Deze definitie is equivalent met de moderne definitie.

## Voorbeelden
De verzameling {\displaystyle \mathbb {R} } der reële getallen uitgerust met haar gewone topologie is van de tweede categorie in zichzelf. Dit zou elementair bewezen kunnen worden, maar het volgt ook uit de categoriestelling van Baire.
Elk punt in {\displaystyle \mathbb {R} } is gelijk aan zijn eigen afsluiting en heeft een leeg inwendige; dus de rationale getallen, net als elke andere aftelbare deelruimte van {\displaystyle \mathbb {R} }, is een verzameling van de eerste categorie. Haar complement, de irrationale getallen, moet dus van de tweede categorie zijn (anders was {\displaystyle \mathbb {R} } de unie van een aftelbare collectie nergens dichte deelverzamelingen).